# 到格
到格（Terminative case），又叫終點格，語法學格範疇術語，是標註時間或空間的終點的格，也用以標註動程的目標或目的。
如梵語的後綴-(অ)লৈকে -(o)loike':，匈牙利語的後綴-ig，巴什基爾語的後綴-ğasa/-gäsä/-qasa/-käsä'，日語的まで made等。